# Pikler-Institut
Das Pikler-Institut ist ein Säuglings- und Kleinkinderheim in der ungarischen Hauptstadt Budapest. Es wurde 1946 im Auftrag der Stadt von der Kinderärztin Emmi Pikler gegründet, um Kinder aufzunehmen, deren Mütter an Tuberkulose erkrankt waren. International ist das Institut unter dem Namen Lóczy bekannt, benannt nach der Straße (Lóczy Lajos utca 3, deutsch: Ludwig-(von-)Lóczy-Straße 3), an der das Haus steht.

## Aufgabengebiete

### Betreuung
Für etwa 70 Säuglinge und Kleinkinder, die aus unterschiedlichen Gründen nicht in ihren Familien aufwachsen können, ist das Lóczy das Zuhause mit den dort wirkenden Erwachsenen als Bezugspersonen.

### Forschung
Die Betreuung der Kinder wird unterstützt durch regelmäßige und umfangreiche Aufzeichnungen über die Beobachtungen der Pflegerinnen sowie der psychologischen und pädagogischen Mitarbeiterinnen. Diese Beobachtungen stellen sowohl die Grundlage für die individuelle Betreuung der Kinder, als auch Ausgangspunkte für zusätzliche wissenschaftliche Schwerpunktuntersuchungen und Veröffentlichungen dar.

### Lehre
Dieses Aufgabengebiet gliedert sich in Ausbildung, Fortbildung und internationalem Austausch. So wurde für die Mitarbeiter des Lóczys eine ganz spezifische Struktur der Weiterbildung entwickelt, die ihre Basis auf dem schon erwähnten Gebiet der Forschung hat.
Seit 1971 hat das Lóczy die Aufgabe, die Mitarbeiter aller ungarischen Säuglings- und Kleinkinderheime fortzubilden. Ungarischen Studenten bestimmter Fachrichtungen wird genauso Gelegenheit zur Hospitation gegeben wie in- und ausländischen Fachkräften. Ca. 1300 Veröffentlichungen in Form von Schriften, Fotos, Filmen und Lichtbildern dienen auch dem fortdauernden Austausch mit zahlreichen Institutionen und Universitäten im In- und Ausland. Die Veröffentlichungen und Dokumentationen des Lóczy veranschaulichen gleichermaßen die Vorträge, Seminare und Kongressbeiträge in verschiedensten Ländern durch seine Mitarbeiter.

## Medien

### Film
- Lóczy – Wo kleine Menschen groß werden; ein Film von Bernard Martino